# Mirnica
Mirnica (cyr. Мирница) – wieś w Serbii, w okręgu toplickim, w gminie Kuršumlija. W 2011 roku liczyła 31 mieszkańców.